# Mariem Velazco
Mariem Claret Velazco García, née le 9 novembre 1998 à Anzoátegui, est une mannequin vénézuélienne, élue Miss International 2018.

## Biographie
Rubio naît à Caracas, de Felipe Rubio et Marisela Armas. Elle est diplômée de l'université de La Sabana à Chía, en Colombie, en communications audiovisuelles et multimédia avec une spécialisation en responsabilité sociale des entreprises.
Elle a étudié l'ingénierie géophysique pendant un an à l'Université Simón Bolívar et poursuit actuellement des études de lettres et sciences humaines à l'Université métropolitaine (en). Elle joue au tennis et s'est également produite en soliste lors de récitals de piano durant son adolescence. 

## Concours de beauté

### Miss Venezuela 2017
Velazco a commencé sa carrière de concours de beauté en remportant le concours Miss Barinas 2017 et a représenté Barinas au concours Miss Venezuela 2017 (en) au Studio 5, Venevisión, où elle a remporté le titre de Miss International Venezuela 2017 et a été remplacée par Diana Croce (es) de Nueva Esparta.

### Miss International 2018
Le 9 novembre 2018, Velazco a représenté le Venezuela au concours Miss International 2018 et a concouru contre 77 autres candidates au Tokyo Dome City Hall de Tokyo, au Japon, où elle a remporté le titre et a été remplacée par Kevin Liliana (en) d'Indonésie.